# ワンルーム叙事詩
『ワンルーム叙事詩』（―じょじし）は、日本のバンド、amazarashiのメジャー2枚目のミニアルバムである。2010年11月24日にソニー・ミュージックアソシエイテッドレコーズから発売された。

## 概要
CDジャケットは、初回プレス盤のみ、削ると隠れたイラスト出てくるスクラッチ仕様となっている。
また演劇集団キャラメルボックスが2011年春に行った夏への扉にて「奇跡」を劇中のダンス曲
、同年冬に行われた流星ワゴンにて「クリスマス」を開演時の曲に使用した。

## 収録曲
| 全作詞・作曲: 秋田ひろむ。 |                            |            |            |      |
| #                          | タイトル                   | 作詞       | 作曲・編曲 | 時間 |
| 1.                         | 「奇跡」                   | 秋田ひろむ | 秋田ひろむ | 5:42 |
| 2.                         | 「クリスマス」             | 秋田ひろむ | 秋田ひろむ | 5:50 |
| 3.                         | 「ポルノ映画の看板の下で」 | 秋田ひろむ | 秋田ひろむ | 5:55 |
| 4.                         | 「ポエジー」               | 秋田ひろむ | 秋田ひろむ | 1:31 |
| 5.                         | 「ワンルーム叙事詩」       | 秋田ひろむ | 秋田ひろむ | 5:03 |
| 6.                         | 「コンビニ傘」             | 秋田ひろむ | 秋田ひろむ | 1:53 |
| 7.                         | 「真っ白な世界」           | 秋田ひろむ | 秋田ひろむ | 5:35 |
| 合計時間:                  | 合計時間:                  | 31:33      |            |      |

## 演奏
- 出羽良彰：All Songs Arrangement, Instruments ＆ Programming